# Luftangriffe auf Nagoya
Die Luftangriffe auf Nagoya in den letzten neun Monaten des Zweiten Weltkrieges zerstörten die japanische Stadt Nagoya zu großen Teilen. In der Zeit von Dezember 1944 bis Juli 1945 war Nagoya über 20-mal das Ziel von Bombereinheiten der United States Army Air Forces (USAAF). Auf keine weitere japanische Stadt außer Tokio erfolgten mehr Luftangriffe.

## Wirtschaftliche Bedeutung der Stadt

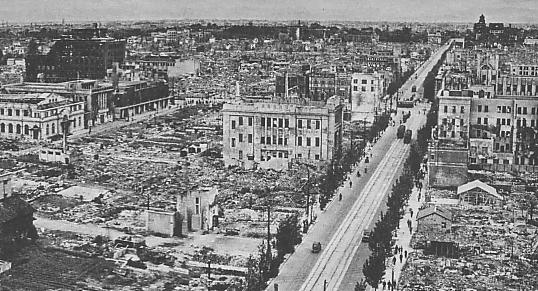
Nagoya im Jahr 1945 nach der Bombardierung

Im Jahr 1944 war Nagoya die drittgrößte Stadt sowie das drittgrößte Industriezentrum auf den japanischen Hauptinseln. Daneben war sie Sitz der Verwaltung der Region Tokai. Zu dieser Zeit hatte die Stadt rund 1,2 Millionen Einwohner und eine Bevölkerungsdichte von 95.830–194.250 Einwohner pro km². Das Stadtgebiet und die Agglomeration umfasste eine Fläche von rund 104 km2 und nahezu alle Wohnhäuser waren aus Holz gebaut. Die Stadt hatte zwei große Industrieviertel: Ein knapp 39 km2 großes Areal nördlich des Hafengebietes der Stadt. Das zweite Industrieviertel war halbmondförmig mit einer Länge von rund 3,2 km und lag im Nordosten der Stadt. Im Süden der Stadt befand sich eine große Hafenanlage, die bis zu vierzig Großschiffe aufnehmen konnte. In den Industrievierteln befanden sich 45 große Industriebetriebe. Diese umfassten unter anderem Betriebe für die Rüstungsproduktion, Fahrzeugproduktion sowie für die Stahlproduktion. Daneben existierte noch eine Vielzahl von Kleinbetrieben, welche sich auf das ganze Stadtgebiet verteilten. Nagoya war besonders wichtig für die zivile und militärische Luftfahrtindustrie. In den Industrievierteln waren Fertigungshallen der Flugzeughersteller Mitsubishi, Kawasaki, Nakajima und Aichi angesiedelt. Daneben war Nagoya der Eisenbahnknotenpunkt von vier Hauptlinien.
Im Vergleich zu anderen Städten auf den japanischen Hauptinseln hatte Nagoya eine Berufsfeuerwehr mit einer vergleichsweise großen Anzahl Feuerwehrmännern. Daneben hatte die Stadt eine gut organisierte Zivilverteidigung. Die Region von Nagoya zählte zu den am besten verteidigten Gebieten in Japan. Als wichtiger Industrie- und Wirtschaftsstandort war Nagoya eine vergleichsweise große Anzahl Flieger- und Flakeinheiten zugeteilt.

## Chronologie der Luftangriffe
Das vorrangige Ziel der Luftangriffe war die Zerstörung der Industrieviertel von Nagoya. Das zweite Ziel war die Bevölkerung der Stadt. Mit der Vernichtung der Arbeitskräfte erhofften sich die Planer massive Einbußen in der Industrieproduktion sowie eine Schwächung der Moral (Arbeitsmoral, Durchhaltewillen usw.). Vom 13. Dezember 1944 bis zum 24. Juli 1945 erfolgten über 20 Bombenangriffe auf die Stadt. Von diesen wurden 14 Angriffe als „Präzisionsangriffe“ durchgeführt. Das Ziel dieser war, einzelne Industriebetriebe punktgenau zu bombardieren. Die anderen sechs Angriffe erfolgten als Flächenbombardement. Diese Angriffe richteten sich gegen die Industrie- und Wohnviertel sowie die Hafenanlagen von Nagoya. Die Luftangriffe lassen sich in drei Phasen gliedern: Die erste Phase vom 13. Dezember 1944 bis 15. Februar 1945. Die zweite Phase vom 12. März 1945 bis 17. Mai 1945. Die dritte Phase dauerte vom 9. Juni 1945 bis 24. Juli 1945. Jede Phase war hinsichtlich der Angriffsziele, der Taktik und den verwendeten Bombentypen unterschiedlich.

### 18. April 1942
Ein erster Luftangriff auf Nagoya erfolgte am 18. April 1942 im Rahmen des Doolittle Raid. Zwei mittlere Bomber B-25 Mitchell warfen je vier 500-Pfund-Bomben (227 kg) auf die Industrieviertel. Die angerichteten Schäden waren gering.

### Phase eins
Die erste Phase begann am 13. Dezember 1944 und dauerte bis zum 15. Februar 1945. In dieser Phase wurden Präzisionsangriffe aus großer Höhe mit wenigen Bombern durchgeführt. Die Angriffe wurden sowohl am Tag wie auch in der Nacht geflogen. Ziele dieser Angriffe waren die Produktionsstandorte der Flugzeughersteller. Die erste Angriffsphase begann, nachdem im Oktober 1944 die ersten Einheiten des XXIth Bomber Command der Twentieth Air Force (20th AF) auf den Marianen stationiert wurden. Dieser Verband war mit dem fortschrittlichen Bomber B-29 Superfortress ausgerüstet. Die B-29 konnte schwere Bombenlasten über weite Distanzen und in großer Höhe transportieren. Kommandeur des XXIth Bomber Command war Brigadegeneral Haywood Hansell. Während der ersten Phase wurden acht Luftangriffe auf Nagoya geflogen.
Von der United States Army Air Forces wurden später die Präzisionsangriffe des XXIth Bomber Command in dieser Phase als wenig erfolgreich gewertet. Die Bombardements konnten die Flugzeugwerke nicht nachhaltig zerstören, schwächten aber immerhin das Vertrauen der japanischen Zivilbevölkerung in die Luftverteidigung des Landes. Verschiedene Faktoren werden zur Erklärung der geringen Effektivität herangezogen. Den wichtigsten stellt das Wetter dar, da die Angriffe häufig durch über Japan vorherrschende Höhenwinde und dichte Bewölkung behindert wurden, welche einen akkuraten Bombenabwurf erschwerten. Schlechtwetterfronten zwischen den Marianen und Japan führten überdies dazu, dass sich die Bomberformationen auflösten und Navigationsprobleme hatten. Daneben waren schlechte Wartung und eine Überbelegung der verfügbaren Stützpunkte weitere Gründe. Sie reduzierten die für Angriffe verfügbare Anzahl an Bombern und verkomplizierten den komplexen Start- und Landeprozess großer Bomberformationen.

#### 13. Dezember 1944
Am 13. Dezember erfolgte der erste Angriff mit schweren Bombern vom Typ B-29 Superfortress. Für die Mission 12 der 20th AF waren 90 B-29-Bomber des 73rd Bomb Wing auf den Marianen gestartet. 15 Flugzeuge mussten den Flug frühzeitig abbrechen. 71 Bomber warfen ihre Bombenlast über dem Primärziel, dem Mitsubishi-Flugzeugmotorenwerk Nr. 4 ab. Jedes Flugzeug war mit zehn 500-Pfund-Sprengbomben (227 kg) beladen. Jeweils eine Staffel von jeder Gruppe war mit Stabbrandbomben vom Typ AN-M50 beladen. Der Angriff erfolgte aus einer Flughöhe von 8.062–9.845 m und richtete beträchtliche Schäden auf dem Fabrikgelände an. Die Besatzungen konnten im Zielgebiet rund 230 Bombeneinschläge ausmachen und rund 40 % des Fabrikgeländes wurde getroffen. Jedoch blieb die überwiegende Anzahl der Produktionshallen weitgehend intakt. Während des Luftangriffes flogen japanische Jagdflugzeuge 106 Angriffe auf die Bomberformation. Nach amerikanischen Angaben wurden vier japanische Jagdflugzeuge abgeschossen. Bei diesem Angriff wurden 31 B-29 beschädigt und vier B-29 gingen verloren, wobei nur ein Verlust auf Feindeinwirkung zurückzuführen ist. Der Angriff forderte 264 Tote und 105 Verletzte am Boden.

#### 18. Dezember 1944
Am 18. Dezember erfolgte die Mission 13 der 20th AF. Ziel dieser Mission war das Mitsubishi-Flugzeugwerk Oe-machi. Von 89 gestarteten B-29-Bomber luden 63 ihre Bombenlast über dem Ziel ab. Infolge starker Bewölkung musste rund die Hälfte der Bomber das Ziel mittels Radar anfliegen. Zehn Flugzeuge konnten das Ziel nicht finden und luden ihre Bombenlast über den Wohngebieten der Stadt ab. Der Angriff des 73rd BW erfolgte aus einer Flughöhe von 8.534–9.753 m und jedes Flugzeug war mit zehn 500-Pfund-Sprengbomben (227 kg) beladen. Bei diesem Luftangriff traf nur ein kleiner Teil der Bombenlast das Mitsubishi-Flugzeugwerk. Vom Fabrikgelände wurde eine Fläche von rund 0,03 km2 zerstört. Lediglich rund 18 % der Fabrikhallen wurden beschädigt oder zerstört. Daneben wurden rund 0,2 km2 angrenzende Wohngebiete beschädigt oder zerstört. Während des Luftangriffes flogen japanische Jagdflugzeuge 188 Attacken auf die Bomberformation. Nach dem Angriff beanspruchten die Amerikaner für sich, bei Verlusten von vier B-29, fünf japanische Flugzeuge abgeschossen sowie weitere 12 beschädigt zu haben. Der Angriff forderte 464 Tote und Verletzte am Boden.

#### 22. Dezember 1944
Bei der Mission 14 der 20th AF am 22. Dezember kamen 500-Pfund-Napalmbomben (227 kg) vom Typ AN-M76 zum Einsatz. Jede B-29 war mit elf diesen Bomben beladen. Ziel war wiederum das Mitsubishi-Flugzeugmotorenwerk Nr. 4 wie bei dem Angriff vor vier Tagen. Am 22. Dezember herrschte schlechtes Wetter und die Stadt Nagoya lag unter einer nahezu kompakten Wolkendecke, so dass die Bomber das Ziel mittels Radar anfliegen mussten. Von den gestarteten 78 Bombern luden nur 48 ihre Bomben aus einer Höhe von 8.778–9.936 m über dem Ziel ab. Im Zielgebiet wurden lediglich 252 Bombeneinschläge ausgemacht und an den Werkhallen entstanden nur geringe Schäden. Bei diesem Angriff waren die Abwehrversuche durch japanische Jagdflugzeuge heftiger. Es wurden 508 Attacken gezählt. Nach US-Angaben gelang es den B-29, neun Jagdflugzeuge abzuschießen und 15 weitere zu beschädigen. Bei diesem Einsatz verlor das 73rd BW zwei B-29 durch Unfälle. Ein weiteres Flugzeug wurde durch die Flak abgeschossen.

#### 3. Januar 1945
Am 3. Januar wurde im Rahmen der Mission 17 der 20th AF einen Flächenangriff gegen die Hafen- und Wohngebiete von Nagoya geflogen. Dieser Angriff war ein großangelegter Test für die bereits in Europa erfolgreich eingesetzten Stabbrandbomben. Der Großteil der B-29 war mit jeweils 2.404 kg Brandbomben vom Typ AN-M50 beladen. Daneben führten einzelne Bomber Splitterbomben mit. Die Bomber des 73rd BW flogen in einer Höhe von 8.595–9.900 m das Ziel an. Wie beim vorherigen Angriff war dieses von Wolken bedeckt. Von 97 gestarteten Flugzeugen mussten 18 den Flug frühzeitig abbrechen. Nur 57 B-29-Bomber luden die Bombenlast über dem Zielgebiet ab. 21 weitere Flugzeuge konnten das Zielgebiet nicht ausmachen und luden ihre Bombenlast über dem Ausweichziel ab. Durch die große Abwurfhöhe und starke Winde verteilten sich die kleinen Bomben unregelmäßig über ein großes Gebiet. Der Angriff verursachte rund 75 einzelne Brände in der Stadt, die aber schnell unter Kontrolle gebracht werden konnten. Bei diesem Angriff wurden 126,7 Tonnen Brandbomben sowie 10,9 Tonnen Splitterbomben abgeworfen. Während des Luftangriffes flogen japanische Jagdflugzeuge 346 Angriffe auf die Bomberformation. Nach dem Einsatz beanspruchten die amerikanischen Piloten 14 Abschüsse sowie weitere 14 wahrscheinliche Abschüsse für sich. Die eigenen Verluste lagen bei fünf Abschüssen und durch Unfälle verloren gegangene Flugzeugen.

#### 6. Januar 1945
Am 6. Januar führten 57 B-29 einen Testangriff mit AN-M69-Napalm-Streubomben durch. Dieser Brandbombentyp wurde eigens für Angriffe auf japanische Städte entwickelt. Die Bomber des XXth Bomber Command luden knapp 11 Tonnen AN-M41-Splitterbomben (9,1 kg) sowie rund 136 Tonnen AN-M69-Brandbomben über Nagoya ab. Der Angriff erfolgte aus einer Höhe von rund 8.530 m und brannte über 0,5 km2 Stadtgebiet nieder.

#### 14. Januar 1945
Die Mission 19 der 20th AF am 14. Januar hatte wiederum das Mitsubishi-Flugzeugwerk Oe-machi zum Ziel. Dieses Werk wurde bereits am 18. Dezember 1944 mit wenig Erfolg bombardiert. Ein weiteres Mal flogen die B-29-Bomber das Ziel in der Nacht, in einer Höhe von 8.863–9.753 m an. Wie schon bei den vorhergehenden Angriffen war das Ziel durch Wolken verdeckt. Von den 73 gestarteten B-29 konnten nur 40 Bomber das Ziel ausmachen und bombardieren. Weitere 23 B-29 konnten das Ziel nicht anfliegen und luden ihre Bomben über dem Sekundärziel, dem Stadtgebiet von Nagoya ab. Weitere 19 Flugzeuge mussten wegen technischen Problemen und heftigen Höhenwinden den Flug abbrechen. Bei diesem Angriff wurden von dem 73rd BW annähernd 90 Tonnen Bomben auf die Primär- und Sekundärziele abgeworfen. Rund 40 % der Bomben schlugen in einem Umkreis von 1.000 Fuß (rund 305 m) um das Fabrikgelände ein. Jedoch trafen lediglich vier 500-Pfund-Sprengbomben (227 kg) die Fabrikhallen. Während des Luftangriffes zählten die B-29-Besatzungen 583 Angriffe durch japanische Jagdflugzeuge. Die amerikanischen Piloten beanspruchten 16 Abschüsse. Bei diesem Angriff wurden zwölf B-29 beschädigt und fünf weitere gingen durch Abschüsse und Unfälle verloren. Nach einer Flugzeit von 14 bis 16 Stunden landeten die Bomber wieder auf den Marianen. Ein einzelnes Flugzeug schaffte den Rückflug mit nur zwei laufenden Motoren und landete nach 19 Stunden Flugzeit.

#### 23. Januar 1945
Am 23. Januar flog das 73rd BW der 20th AF mit der Mission 22 zum dritten Mal einen Angriff auf das Mitsubishi-Flugzeugmotorenwerk Nr. 4. An diesem Tag starteten auf den Marianen 73 B-29-Bomber. Von diesen waren 60 % mit je 12 500-Pfund-Sprengbomben (227 kg) beladen. Die restlichen 40 % führten je 12 500-Pfund-Napalmbomben (227 kg) vom Typ AN-M76 mit. Aufgrund einer Schlechtwetterfront zwischen den Marianen und Japan mussten 13 Bomber den Flug abbrechen. 60 Flugzeuge erreichten in loser Formation, in einer Flughöhe von 7.710–8.290 m die japanischen Hauptinseln. Von diesen Bombern luden 27 ihre Bombenlast aufs Geratewohl über dem Stadtgebiet von Nagoya ab und fünf Bomber flogen das Ausweichziel an. Nur 28 B-29 vermochten das Ziel, das unter einer geschlossenen Wolkendecke lag, mittels Radar auszumachen und zu bombardieren. Bei diesem Angriff wurden rund 76 Tonnen Bomben auf das Sekundärziel und 77 Tonnen auf das Primärziel abgeworfen. Im Zielgebiet wurden lediglich vier Treffer von Sprengbomben und 144 Einschläge von Napalmbomben ausgemacht. Der Angriff richtete nur geringe Schäden an den Werkshallen an. Auch bei diesem Angriff war die Abwehr der Japaner wiederum heftig. Neben starkem Flakfeuer wurden 691 Attacken durch Jagdflieger gezählt. Nach dem Angriff beanspruchten die Amerikaner 33 Abschüsse sowie 22 wahrscheinliche Abschüsse für sich. Weitere 40 Jagdflugzeuge sollen beschädigt worden sein. Bei diesem Angriff wurde eine B-29 von einem japanischen Jagdflugzeug abgeschossen und eine weitere B-29 ging ohne Feindeinwirkung verloren.

#### 15. Februar 1945
Mit der Mission 34 der 20th AF wurde der letzte in großer Höhe geflogene Präzisionsangriff auf die Flugzeugwerke in Nagoya durchgeführt. Ein weiteres Mal war das Mitsubishi-Flugzeugmotorenwerk Nr. 4 das Ziel. Wie schon der vorherige Luftangriff auf dieses Werk war auch dieser wenig erfolgreich. Beim Anflug zerstreute eine unvorhergesehene Kaltfront mit heftigen Höhenwinden die Bomberformationen. Von den gestarteten 117 B-29 des 73rd BW und 313th BW mussten 16 Flieger frühzeitig umkehren und 68 Bomber mussten das Ausweichziel anfliegen. Lediglich 33 B-29 erreichten das Primärziel. Diese bombardierten das Ziel aus einer Höhe von 7.710–10.363 m mittels Radarhilfe. Die B-29 waren mit jeweils 2.267–2.721 kg Sprengbomben oder AN-M50-Brandbomben beladen. Die Bomben zerstörten lediglich rund 5,4 % der Fabrikhallen. Am Ausweichziel, der Stadt Hamamatsu entstanden beträchtliche Schäden. Die B-29-Besatzungen zählten 166 Angriffe durch japanische Jagdflugzeuge. Amerikanische Piloten beanspruchten nach dem Angriff sieben Abschüsse sowie acht wahrscheinliche Abschüsse für sich. Weitere 23 Jagdflugzeuge sollen beschädigt worden sein. Zwölf B-29 erlitten Kampfschäden und ein Flugzeug verunglückte auf dem Rückflug.

### Phase zwei

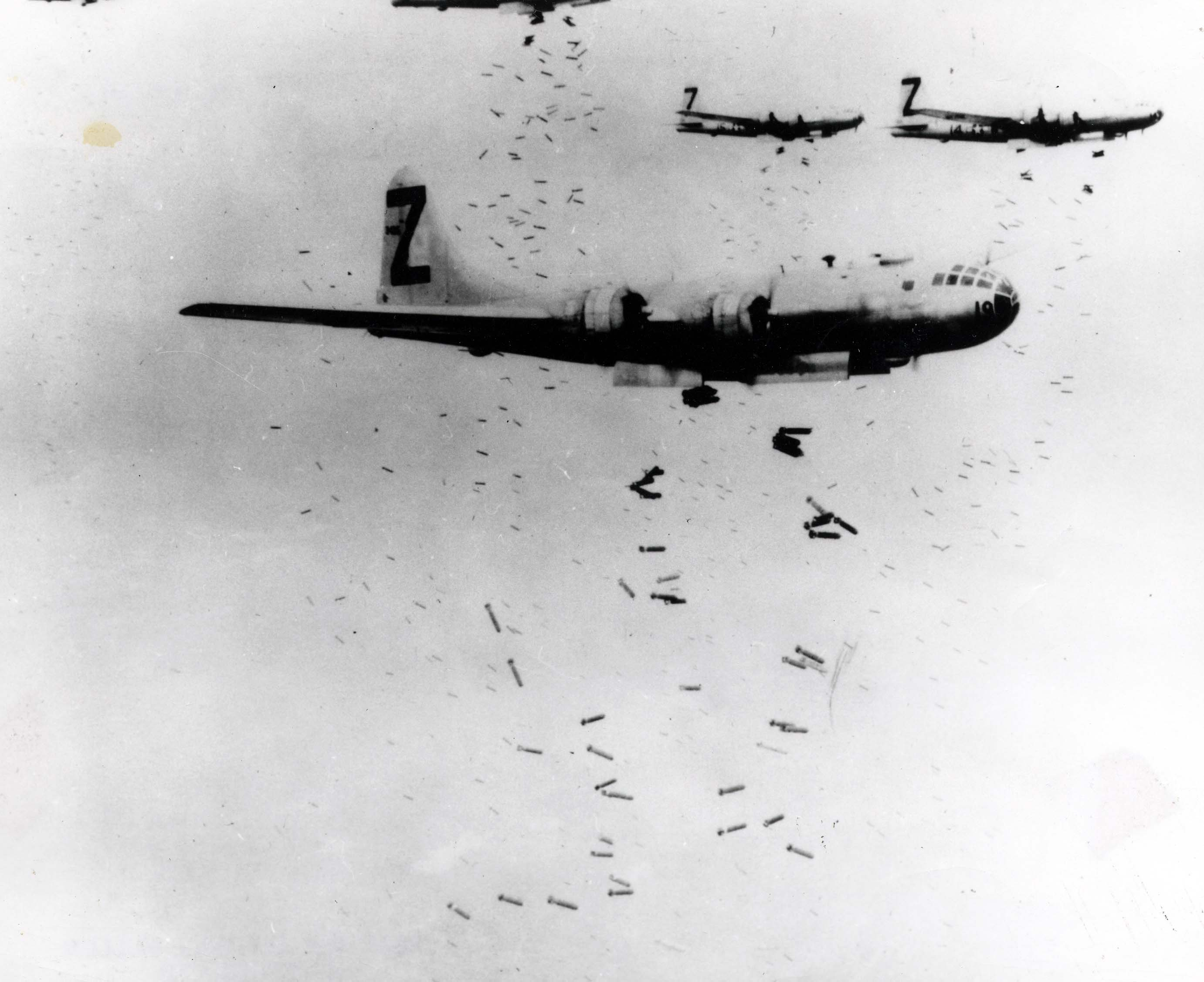
B-29 der 20th Air Force beim Abwurf von Brandbomben

Ende Dezember 1944 beschloss der Oberbefehlshaber der USAAF, General Henry H. Arnold, der mit den Leistungen des XXIth Bomber Command unter Brigadegeneral Haywood Hansell unzufrieden war, diesen abzulösen. Außerdem passte Hansells Bevorzugung von Präzisionsbombardements nicht mehr in die Taktik des Hauptquartiers der Twentieth Air Force, welche eine Verschiebung hin zu mehr Flächenbombardements wünschte. Sein Nachfolger wurde Curtis LeMay. Der Entscheid wurde Hansell am 6. Januar 1945 mitgeteilt. Dieser konnte aber bis Mitte des Monats auf seinem Posten verbleiben. Aufgrund der schlechten Ergebnisse bei der Präzisionsbombardierung und dem Erfolg des Brandbombenangriffs auf Tokio am 25. Februar beschloss General LeMay, ab März auch solche Angriffe gegen Nagoya fliegen zu lassen. Dies entsprach auch der von General Arnold festgelegten Zieldirektive für das XXIth Bomber Command, laut denen urbanen Gebieten die zweithöchste Priorität nach Flugzeugwerken zuteil kam. Um die Effektivität der Luftangriffe zu maximieren, ordnete LeMay an, dass die B-29-Bomber bei Nacht in einer Flughöhe von rund 1.500 m angreifen sollten. Die zweite Phase dauerte vom 12. März bis zum 17. Mai 1945, in der mehrheitlich Flächenbombardements mit Brandbomben geflogen wurden. In dieser Phase wurden sieben Luftangriffe auf Nagoya geflogen.
Im Nachhinein wurde diese Phase von der United States Army Air Forces als Erfolg gewertet. Dem XXIth Bomber Command gelang es, eine große Fläche der Stadt niederzubrennen und wichtige Industriebetriebe zu zerstören. Tausende Bewohner starben und Hunderttausende wurden obdachlos. Die weitflächigen Zerstörungen und die hohe Zahl der Opfer führten bei vielen Japanern zu der Einsicht, dass das Militär nicht länger fähig war, die Hauptinseln effektiv zu verteidigen. Die amerikanischen Verluste waren im Vergleich zu den japanischen minimal; nur wenige Bomber gingen infolge Feindeinwirkung verloren.

#### 12. März 1945
Die Mission 41 der 20th AF wurde in der Nacht vom 11. auf den 12. März geflogen. Diese war ein Flächenangriff mit Brandbomben auf das Stadtzentrum von Nagoya. Daran beteiligten sich B-29-Bomber der 73rd BW, 313th BW und 314th BW. Bei diesem Nachtangriff kamen AN-M47-Phosphorbomben und AN-M69-Napalm-Streubomben zum Einsatz. Die B-29 waren mit jeweils 4.457–6.296 kg Brandbomben beladen. Von den 310 gestarteten Flugzeugen stürzte eine Maschine kurz nach dem Start ab und 13 weitere Bomber mussten den Angriff abbrechen. Die restlichen Bomber flogen das Primärziel, das Stadtzentrum von Nagoya, in einer Höhe von 1.555–2.591 m an. Sechs vorausfliegende Flugzeuge vom 314th BW markierten mit AN-M47-Phosphorbomben im Stadtzentrum ein dreieckförmiges Zielgebiet. Danach bombardierten 285 Flugzeuge das markierte Gebiet und fünf weitere luden ihre Bombenlast ungezielt über Nagoya ab. In dieser Nacht wurden knapp 1.711 Tonnen Brandbomben auf dichtbebautes Stadtgebiet abgeworfen. Der Angriff dauerte rund drei Stunden und brannte rund 5,3 km2 Stadtgebiet nieder. Der Angriff verteilte sich über ein größeres Gebiet als der gegen Tokio und richtete weniger Schäden an. Anstelle eines Feuersturmes brachen über 394 Großfeuer und Flächenbrände aus. Diese zerstörten zusätzlich zum städtischen Wohnraum auch 18 kriegswichtige Industriebetriebe. Unter anderem wurden das Elektronik-Werk von Mitsubishi, die Kureha-Spinnerei sowie die Fabriken von Torimatsu, Kigusa und Asashi zerstört oder schwer beschädigt. Daneben wurde auch das Aichi-Flugzeugwerk schwer beschädigt. Bei diesem Luftangriff stießen die B-29 nur auf geringen Widerstand. Die Besatzungen zählten neben schwachem Flakfeuer 47 Angriffe von japanischen Jagdflugzeugen. Acht Bomber erhielten Flakschäden und ein Flugzeug stürzte unmittelbar nach dem Start ins Meer.

#### 18. März 1945

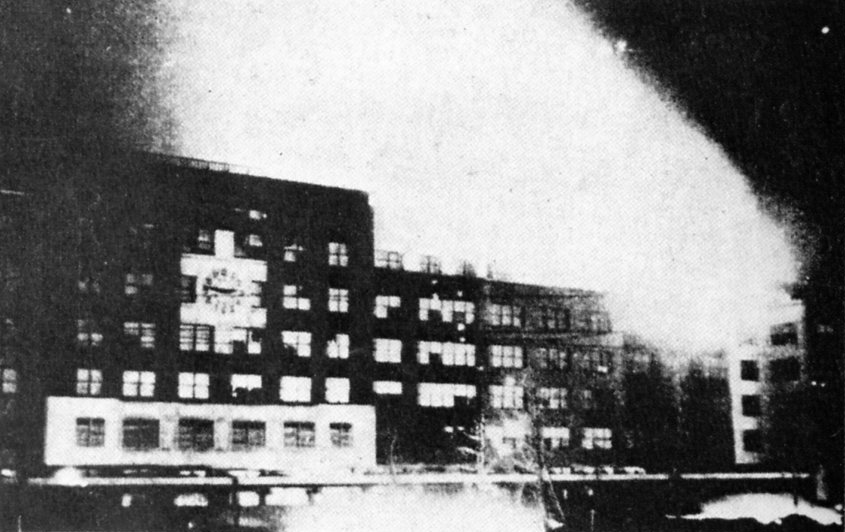
Der Bahnhof Nagoya am 19. März 1945

Nachdem der Brandbombenangriff vom 12. März nicht den gewünschten Erfolg erbrachte, wiederholte die 20th AF mit der Mission 44 den Angriff. Nochmals war für die Nacht vom 18. auf den 19. März ein Flächenangriff mit Brandbomben auf das nördliche Stadtgebiet von Nagoya angesetzt. Von den 73rd, 313th und 314th Bomb Wings starteten 310 B-29-Bomber. Von diesen mussten 20 den Angriff frühzeitig abbrechen. Die Bomber waren mit AN-M47, AN-M50, AN-M69 und AN-M76 Brandbomben beladen Weiter war jeder dritte Bomber mit zwei 500-Pfund-Sprengbomben (227 kg) mit Langzeitzündern beladen. Der Großteil der Bomber musste das Zielgebiet mittels Radar anfliegen. Der Angriff erfolgte aus einer Flughöhe von 1.220–2.286 m. Während 2 ¾ Stunden wurden 1.663 Tonnen Brandbomben und 17 Tonnen Sprengbomben auf das Zielgebiet abgeworfen. Die ausgedehnten Flächenbrände zerstörten weitere 7,6 km2 Stadtgebiet. Zusätzlich zu den Wohngebieten zerstörten die Feuer das Hauptarsenal, die Togo-Spinnerei, die Atsudo- und Yamada-Werke sowie Lagerhallen der Armee. Ebenso entstanden am Aichi-Flugzeugwerk wiederum schwere Schäden. Auch bei diesem Angriff war die japanische Abwehr schwach. Die B-29-Besatzungen zählten neben moderatem Flakfeuer 44 Angriffe von japanischen Jagdflugzeugen. Eine B-29 stürzte aufgrund feindlichen Beschusses über dem offenen Meer ab, wobei die gesamte Besatzung gerettet werden konnte.

#### 24. März 1945
Die Mission 45 der 20th AF wurde in der Nacht vom 24. auf den 25. März geflogen. Ziel war ein weiteres Mal das Mitsubishi-Flugzeugmotorenwerk Nr. 4. Trotz viermaliger Bombardierung war die Fabrik noch weitgehend intakt. Von 248 gestarteten B-29-Bombern erreichten 223 das Zielgebiet. Zehn vorausfliegende B-29 des 314th BW warfen aus einer Flughöhe von 2.500–2.987 m AN-M26-Leuchtbomben (24 kg) auf das Zielgebiet ab. Rund fünf Minuten später folgten weitere zehn B-29, welche das erhellte Zielgebiet mit M17-Streubomben (mit AN-M50-Stabbrandbomben) markierten. Danach flogen die restlichen Bomber in zwei Wellen, in einer Höhe von 2.103–2.377 m an. Diese warfen AN-M64-Sprengbomben (227 kg), AN-M76-Napalmbomben (227 kg) und AN-M81-Splitterbomben (125 kg mit Langzeitzünder) auf das markierte Zielgebiet ab. Der Großteil der Bomben verfehlte das Ziel und der Angriff zerstörte rund 0,76 km2 Fabrikgelände und angrenzendes Stadtgebiet. Es wurden aber nur rund 4,5 % der Fabrikhallen zerstört. Bei dieser Mission erfolgten keine Angriffe durch japanische Jagdflugzeuge, dafür gab es über dem Ziel starkes Flakfeuer. Ein Bomber wurde abgeschossen und zehn weitere beschädigt. Eine B-29 stürzte auf dem Hinflug ab und drei weitere Flugzeuge gingen aus unbekannten Gründen verloren.

#### 30. März 1945
Die Mission 48 in der Nacht vom 30. auf den 31. März war ein Ablenkungsangriff. 96 Bomber der 20th AF verminten in dieser Nacht in einem zur Operation Starvation gehörenden Einsatz die Kammon-Straße (Mission 49 der 20th AF). Um von dieser Aktion abzulenken, starteten 14 Flugzeuge des 314th BW zu einem Angriff auf Nagoya. Auch dieser Angriff wurde wiederum aus einer Höhe von knapp 2.500 m geflogen. Zwölf B-29 erreichten kurz nach Mitternacht das Ziel und warfen rund 47 Tonnen AN-M64-Sprengbomben (227 kg) auf das Mitsubishi-Flugzeugmotorenwerk Nr. 4 ab. Auf späteren Luftaufnahmen konnten im Vergleich zum vorherigen Angriff keine neuen Schäden am Flugzeugwerk festgestellt werden. Trotz starkem Flakbeschuss erlitten die US-Bomber bei diesem Einsatz keine Verluste.

#### 7. April 1945
Die Mission 59 der 20th AF am 7. April hatte ein weiteres Mal das Mitsubishi-Flugzeugmotorenwerk Nr. 4 zum Ziel. Vom 313th BW und 314th BW starteten 194 B-29-Bomber. 29 Bomber konnten das Ziel nicht anfliegen und warfen ihre Bombenlast über dem Stadtgebiet von Nagoya ab. Die Hauptformation aus 155 B-29 flog das Ziel in einer Höhe von 4.876–7.620 m an und warf 138,8 Tonnen Sprengbomben ab. Diesmal wurde vorgängig eine große Anzahl Leuchtbomben abgeworfen und das Ziel konnte von der Hauptformation gut ausgemacht werden. Der Nachtangriff zerstörte 63 Hallen sowie 27 weitere Gebäude der Fabrik. Rund 90 % der Fabrikgebäude wurden zerstört oder schwer beschädigt. Die ursprüngliche Monatsproduktion von dieser Fabrik betrug 129 Motoren. Nach diesem Angriff konnten in dem Werk bis zum Kriegsende im September 1945 nur noch 44 Motoren hergestellt werden. Vom USSBS (United States Strategic Bombing Survey) wurde später dieser Angriff als der erfolgreichste der Twentieth Air Force auf ein Einzelziel gewertet. Bei dieser Mission zählten die B-29-Besatzungen 233 Angriffe durch japanische Jagdflugzeuge. Amerikanische Piloten beanspruchten nach dem Angriff 21 Abschüsse sowie elf wahrscheinliche Abschüsse für sich. Weitere 23 Jagdflugzeuge sollen beschädigt worden sein. Eine B-29 wurde von der Flak abgeschossen und eine weitere wurde durch einen Rammstoß von einer Kawasaki Ki-45 „Toryu“ zum Absturz gebracht.

#### 14. Mai 1945

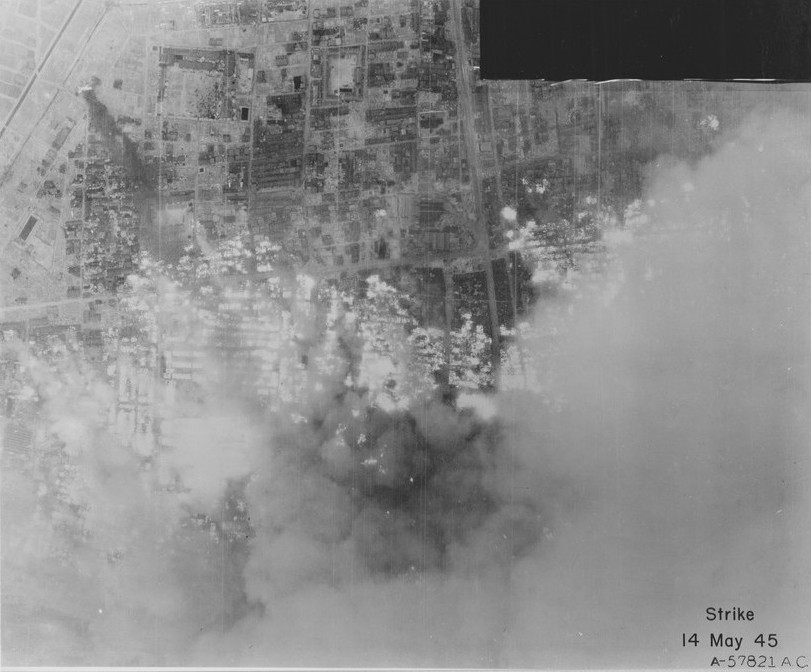
Luftbild der brennenden Stadt am 14. Mai 1945

Mit der Mission 174 flog die 20th AF am 14. Mai einen weiteren Flächenangriff mit Brandbomben auf Nagoya. Das Zielgebiet lag nördlich der Burg Nagoya. Im Zielgebiet befanden sich neben Wohnquartieren das Mitsubishi-Flugzeugmotorenwerk Nr. 10, eine Mitsubishi-Elektronikfabrik, die Chigusa-Fabrik sowie weitere kriegswichtige Industriebetriebe. An dem Tagesangriff beteiligten sich B-29 der 58th, 73rd, 313th und 314th Bomb Wings. Von 524 gestarteten Bombern erreichten 472 das Zielgebiet. Aus einer Höhe 4.937–6.248 m warfen die B-29 über 2.430 Tonnen AN-M69-Napalm-Streubomben auf die Stadt ab. Die Flächenbrände brannten 8,2 km2 städtischen Wohnraum komplett nieder. Die Feuerwehr und vorgängig angelegten Brandschneisen konnten eine noch weitere Ausbreitung des Feuers knapp verhindern. Eine große Anzahl wichtiger Industriebetriebe wurde komplett zerstört und eine noch größere Anzahl Wohnquartiere wurden ein Raub der Flammen. Die starke japanische Abwehr konnte bei diesem Angriff zwei Bomber abschießen und weitere 64 beschädigen. Acht weitere Flugzeuge gingen aus anderen Gründen verloren. Die Amerikaner gingen davon aus, 18 feindliche Jäger sicher und 30 weitere möglicherweise abgeschossen zu haben; 16 weitere sollen beschädigt worden sein.

#### 16. Mai 1945
Der letzte Flächenangriff mit Brandbomben auf Nagoya erfolgte in der Nacht vom 16. auf den 17. Mai. An der Mission 176 der 20th AF waren die 58th, 73rd, 313th und 314th Bomb Wings beteiligt. Ziel dieses Angriffes waren die südlichen Stadtviertel mit dem Industriegebiet und dem Hafenviertel. Im Zielgebiet befanden sich das Mitsubishi-Flugzeugmotorenwerk Nr. 5, ein Aichi-Flugzeugwerk, die Atsuta-Fabrik, das Nippoa-Fahrzeugwerk sowie Arsenale und weitere kriegswichtige Industriebetriebe. Von den zum Angriff gestarteten 516 B-29-Bombern erreichten 457 die Stadt. Wiederum war das Zielgebiet vorgängig mit AN-M47-Phosphorbomben markiert worden. Aus einer Höhe von 2.011 m luden die B-29 über 3.033 Tonnen AN-M47, AN-M50 und AN-M69 Brandbomben ab. Wegen Wolken und starkem Rauch über dem Zielgebiet konnten viele Besatzungen der zweiten Welle ihre Ziele nicht ausmachen und mussten diese mit Radarhilfe anfliegen. Die Feuer in Nagoya entwickelten neben Rauch auch starke thermische Winde, so dass viele nachfolgende Flugzeuge auf eine viel größere Höhe steigen mussten und von dort ihre Waffenlast abwarfen. 49 Bomber konnten ihre Ziele nicht ausmachen und luden ihre Bomben irgendwo über dem Großraum von Nagoya ab. Dem entstandenen Feuersturm konnte die arg dezimierte Feuerwehr nichts entgegensetzen, sodass weitere 9,9 km2 Stadtgebiet niederbrannten. 36 Industrie- und Rüstungsbetriebe wurden zerstört und es entstanden schwere Schäden am Mitsubishi-Flugzeugmotorenwerk Nr. 5. Daneben wurde eine große Fläche städtischer Wohnraum niedergebrannt. Der starke Rauch über Nagoya stieg auf eine Höhe von fast 40.000 m und war aus einer Entfernung von über 240 km sichtbar. Die japanische Nachtabwehr war bedeutend schwächer als die bei Tage und konnte keinen der angreifenden Bomber abschießen. Die B-29-Besatzungen zählten 11 Attacken von japanischen Jagdflugzeugen. Nach amerikanischen Angaben wurden zwei japanische Nachtjäger abgeschossen. 14 Bomber wurden beschädigt und 16 mussten auf Iwojima notlanden. Drei Bomber stürzten aufgrund technischer Defekte ab. Bei den beiden letzten Brandbomben-Angriffen auf Nagoya starben am Boden 3.866 Japaner, weitere 472.701 wurden obdachlos. Nach dieser Mission beendete die 20th Air Force die Flächenangriffe gegen Nagoya, da die Stadt als strategisches Ziel zu existieren aufgehört hatte. Die weiteren Angriffe galten den noch intakten Industriebetrieben.

### Phase drei
Die dritte Phase erfolgte, nachdem große Stadtteile von Nagoya durch die Angriffe in der zweiten Phase niedergebrannt worden waren. Die dritte Phase dauerte vom 9. Juni bis zum 24. Juli 1945. In dieser wurden Präzisionsangriffe auf die noch verbliebenen Industrie- und Rüstungsbetriebe geflogen. Diese Angriffe erfolgten zum Teil im Rahmen von großangelegten, kombinierten Luftangriffen, die verschiedene Ziele in verschiedenen Städten zum Ziel hatten. Danach beendete die 20th Air Force die Angriffe, da Nagoya als strategisches Ziel zu existieren aufgehört hatte. Auch gab es keine Industriebetriebe mehr, welche es zu bombardieren lohnte. Die Angriffe in dieser Phase erfolgten aus mittlerer Flughöhe und es kamen primär Sprengbomben zum Einsatz. Weiter wurden Ziele in Nagoya auch von trägergestützten Kampfflugzeugen der Taks Force 37 angegriffen.
Von der United States Army Air Forces wurden später die Präzisionsangriffe des XXIth Bomber Command in dieser Phase als Erfolg gewertet. Die Bombenangriffe auf die Industrie- und Rüstungsbetriebe führten zu massiven Engpässen und Produktionsausfällen. Neben den physischen Zerstörungen trauten viele Menschen sich nicht mehr, ihre Häuser zu verlassen und zur Arbeit zu gehen, da sie die Bombardierung der Fabriken befürchteten.

#### 9. Juni 1945
Das Ziel der Mission 193 der 20th AF am 9. Juni waren Industriebetriebe in Nagoya und Hamamatsu. In Nagoya waren dies die Aichi-Werke. Diese umfassten ein Flugzeugwerk, ein Elektronikwerk und eine Uhrenfabrik. Ein zweites Ziel in der Stadt war die Atsuta-Fabrik, in welcher sich Fertigungslinien für Flugzeugkomponenten befanden. Die B-29-Bomber waren mit 4.000-Pfund-Sprengbomben (1.814 kg) vom Typ AN-M56 und AN-M66-Sprengbomben (2.000-Pfund / 907 kg) beladen. Der Angriff auf die beiden Ziele erfolgte aus einer Höhe von 5.791–6.309 m. Dabei wurden über 252 Tonnen Bomben abgeworfen. Auswertungen ergaben, dass die Ziele zu 53 % zerstört wurden. Bei diesem Angriff wurden 87 Attacken durch japanische Jagdflugzeuge gezählt. Nach US-Angaben gelang es den B-29, zwei Jagdflugzeuge abzuschießen und drei weitere zu beschädigen. Bei diesem Einsatz verlor das 313th BW keine Flugzeuge.

#### 26. Juni 1945

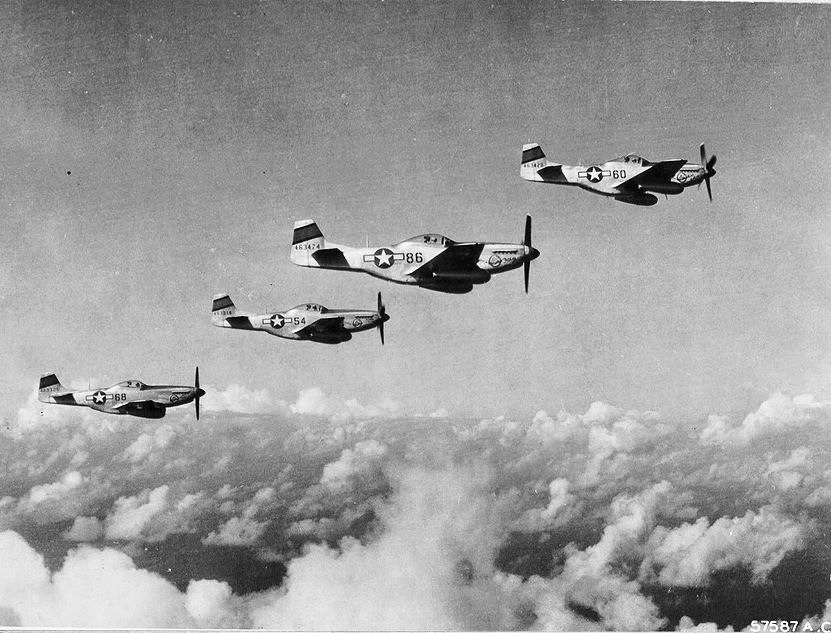
In Iwo Jima stationierte P-51 Mustang der 15th Fighter Group (VII Fighter Command) als Begleitschutz im Juni 1945

Die Mission 223, Mission 226 und Mission 227 der 20th AF hatten eine Reihe von Industriebetrieben in Nagoya zum Ziel. Diese waren das Aichi-Flugzeugwerk, das Sumitomo Duraluminium-Werk, die Atsuta- und Eitoku-Fabriken, ein Autowerk sowie verschiedene Arsenale. An den Angriffen waren B-29 der 58th, 330th und dem 314th Bomb Wing beteiligt. Diese wurden von 144 P-51 Mustang Jagdflugzeugen eskortiert. Die B-29 waren mit 4.000-Pfund-AN-M56-Sprengbomben (1.814 kg) beladen. 87 Bomber luden aus einer Höhe von 5.974–7.711 m mit Radarhilfe 740 Tonnen Bomben auf die Ziele ab. Fünf Flugzeuge konnten ihre Ziele nicht ausmachen und warfen ihre Bomben aufs Geratewohl ab. Über die Folgen des Angriffes ist nichts Genaues bekannt, da vorerst keine Zielauswertung erfolgte. Fotos während des Angriffes ließen aber die Zielgebiete und deren Umgebung übersät mit Bombenexplosionen erkennen. Die Amerikaner zählten neben moderatem Flakfeuer 52 Angriffe von japanischen Jagdflugzeugen. Die Besatzungen gingen davon aus, vier feindliche Jäger sicher und zwei weitere möglicherweise abgeschossen zu haben. Eine B-29 stürzte infolge Flakbeschuss über dem Meer ab, wobei die gesamte Besatzung gerettet werden konnte.

#### 20. Juli 1945
An diesem Tag wurden die Flugfelder um Nagoya angegriffen. P-51 Mustang, welche zuvor auf Iwojima gestartet waren, griffen die Ziele mit Bordwaffen und Raketen an.

#### 23.Juli 1945
Eine B-29 warf eine sogenannte Pumpkin Bomb auf Nagoya ab. Diese Bombe war baugleich mit der Atombombe Fat Man, besaß aber anstelle des Kernsprengkopfes konventionellen Sprengstoff. Dieser Angriff diente als Zielübung für die späteren Einsätze der Atombomben.

#### 24. Juli 1945
Die Mission 289 der 20th AF war ein Tages-Präzisionsangriff auf die Aichi-Flugzeugwerke und die Eitoku-Fabrik. Von dem 73rd und 314th Bomb Wing starteten 81 B-29-Bomber. Diese waren mit 4.000-Pfund-Sprengbomben (1.814 kg) vom Typ AN-M56 und AN-M66-Sprengbomben (2.000-Pfund / 907 kg) beladen. 75 Flugzeuge erreichten ihre Ziele, welche unter einer dichten Wolkendecke lagen. Die Bomber flogen ihre Ziele in einer Höhe von 5.486–6.888 m mittels Radarhilfe an. Sechs weitere Bomber konnten ihre Ziele nicht ausmachen und luden ihre Bombenlast über dem Ausweichziel, der Ortschaft Tsu ab. Insgesamt wurden bei dieser Mission 409 Tonnen Bomben abgeworfen. Der Angriff zerstörte über 40.412 m2 Fabrikgebäude. Bei diesem Angriff war die japanische Abwehr schwach. Über den Zielen gab es moderates Flakfeuer aber keine Angriffe durch japanische Jagdflugzeuge. Neun Bomber wurden durch den Flakbeschuss beschädigt und 15 mussten auf Iwojima notlanden.

#### 25. Juli
An diesen Tagen führte die US Navy einen weiten trägergestützten Luftangriff auf die japanischen Hauptinseln durch. Von den Flugzeugträgern der Taks Force 37 (TF 37) starteten Flugzeuge vom Typ TBF Avenger, SB2C Helldiver und F6F Hellcat. Diese griffen Flugfelder, Flugzeugwerke und Kraftwerke in der Region Nagoya an. Daneben griffen die Flugzeuge auch diverse Schiffe im Hafen von Nagoya an und versenkten einige hiervon.

#### 1. August 1945
An diesem Tag erfolgten Angriffe auf Eisenbahnanlagen und Flugfelder im Großraum von Osaka und Nagoya. 30 P-51 Mustang, welche zuvor auf Iwojima gestartet waren, griffen die Ziele mit Bordwaffen und Raketen an.

#### 14. August 1945
An diesem Tag erfolgten Angriffe auf verschiedene Flugfelder im Raum Nagoya. P-51 Mustang, welche zuvor auf Iwojima gestartet waren, griffen die Ziele mit Bordwaffen und Raketen an.

## Auswirkungen

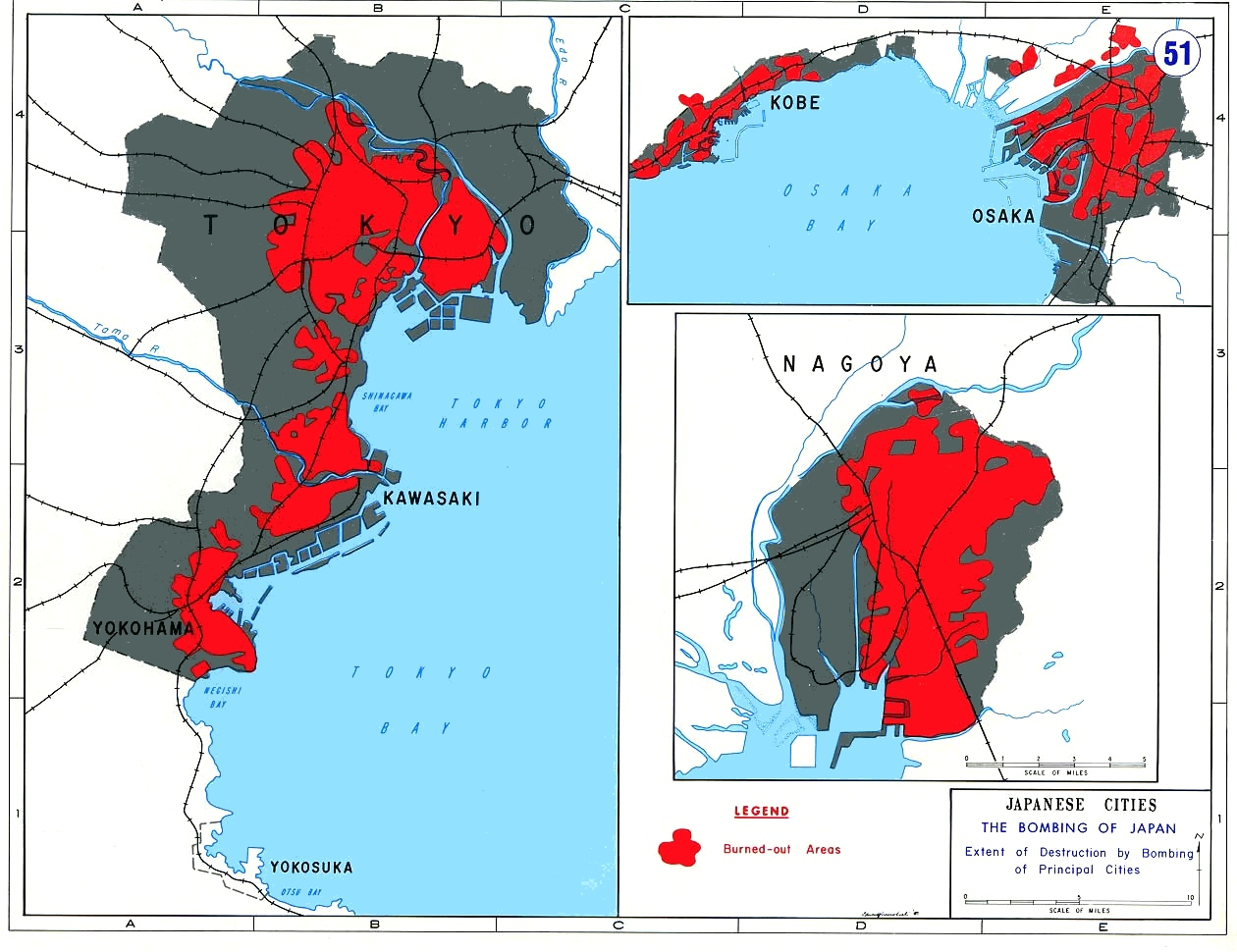
Bombenschäden an den japanischen Städten Tokio, Osaka und Nagoya

Die beiden von den USAAF gesetzten Ziele, die Zerstörung der Industrieviertel sowie die Bevölkerung zu zermürben, wurden gemäß den Auswertungen des USSBS mit Erfolg erreicht. Die erste Phase der Angriffe wurde als wenig erfolgreich gewertet, da die Fabriken bei den Nachtangriffen aus großer Höhe nicht getroffen wurden. Zu diesem Zeitpunkt standen für die B-29 noch keine effektiv brauchbaren Radargeräte zur Zielfindung zur Verfügung. Die Flächenangriffe mit Brandbomben in der zweiten Phase verursachten enorme Schäden und forderten tausende Opfer unter der Zivilbevölkerung. In der dritten Phase konnten dank der nun zur Verfügung stehenden fortschrittlichen AN/APQ-7 Eagle-Radarsystemen Einzelziele mit der geforderten Präzision bombardiert werden. Auch waren die japanischen Streitkräfte zu diesem Zeitpunkt kaum noch zu einer wirkungsvollen Abwehr im Stande. Ein Großteil von Nagoyas industrieller Kapazität wurde durch die Luftangriffe zerstört, was zu einem starken Rückgang der Industrieproduktion führte.
Insgesamt wurden von der Twentieth Air Force 12.749,6 Tonnen Bomben auf Nagoya abgeworfen. Davon waren 8.837,8 Tonnen Brandbomben und 3.911,8 Tonnen Spreng- und Splitterbomben. Rund 71 % der Bombenlast wurde bei Flächenbombardements abgeworfen. Diese Angriffe führten zur großflächigen Zerstörung des städtischen Wohnraums. Von der Stadtfläche wurden 37,2 % komplett zerstört und weitere 39,8 % wurden stark beschädigt. Durch die Bomben wurden 60.877 Gebäude zerstört und weitere 6.434 beschädigt. Die Angriffe forderten am Boden 8.152 Tote, 10.095 Verletzte und machten 519.205 Einwohner obdachlos.
Die wiederholten schweren Luftangriffe führten zu einer zunehmenden Degenerierung des sozialen Gemeinschaftslebens. Durch die Angriffe brach die Wasser- und Stromversorgung in der Stadt weitgehend zusammen und trotz der Öffnung der noch intakten Nahrungsmitteldepots wurden die Nahrungsmittel bald knapp. Die Bergungen, Versorgung der Überlebenden sowie die Aufräumarbeiten die in der zu großen Teilen zerstörten Stadt gestalteten sich für die arg dezimierten Hilfskräfte als extrem schwierig und aufwändig. Die Angriffe auf die Zivilbevölkerung stellten laut einer Nachkriegsbefragung durch das USSBS den stärksten Faktor dar, der die Bevölkerung davon überzeugte, dass der Krieg verloren sei.